# Bonaventura Badoer
Bonaventura Badoer da Peraga (zm. 10 lipca 1381) – włoski kardynał okresu wielkiej schizmy zachodniej z zakonu augustianów eremitów. W swym zakonie jest czczony jako błogosławiony.
Życiorys Bonaventury Badoera jest trudny do odtworzenia z uwagi na ograniczoną ilość źródeł mu współczesnych oraz niewątpliwe błędy popełnione przez późniejszych biografów i hagiografów. Według Onufrio Panvinio, szesnastowiecznego historyka augustiańskiego i pierwszego biografa Bonaventury, przyszły kardynał urodził się 22 czerwca 1332 w Padwie jako syn Marino Badoera. O ile miejsce urodzenia nie budzi kontrowersji, pozostałe dane są wątpliwe. Wiadomo bowiem, że Marino Badoer zmarł w 1324, zatem albo podana przez Panvinio data jest zbyt późna, albo wskazana przez niego filiacja jest niepoprawna. Pewne jest natomiast, że Bonaventura w bardzo młodym wieku wstąpił do zakonu augustianów eremitów w eremie Ss. Filippo e Giacomo w Padwie. Wyróżniał się wśród współbraci zakonnych pobożnością oraz jako uzdolniony kaznodzieja. Zwrócił w ten sposób uwagę władz zakonnych. W 1359 uzyskał tytuł lektora i został wezwany do uczestnictwa w kapitule prowincjonalnej zakonu, a następnie został skierowany na studia do Paryża. W 1363 uzyskał tytuł doktora i rok później papież Urban V powierzył mu zorganizowanie fakultetu teologicznego w Bolonii.
W drugiej połowie lat 60. XIV wieku Bonaventura powrócił do Padwy. W tym czasie zaprzyjaźnił się i utrzymywał kontakt korespondencyjny z Petrarką i Katarzyną ze Sieny. Po śmierci Petrarki w 1374 wygłosił mowę na jego pogrzebie.
W 1375 Bonaventura został wysłany przez papieża Grzegorza XI jako nuncjusz apostolski do króla Węgier i Polski Ludwika w celu nakłonienia go do zaangażowania w wojnę przeciwko Turkom. Po zakończeniu tej misji, której jedynym efektem były tylko niezrealizowane obietnice, powrócił do Padwy.
W maju 1377 Bonaventura Badoer został wybrany generałem zakonu augustianów eremitów. W czasie pełnienia przez niego tej funkcji w Kościele doszło do schizmy papieskiej. Wybór papieża Urbana VI w kwietniu 1378, a następnie antypapieża Klemensa VII we wrześniu 1378, zapoczątkował wielką schizmę zachodnią. Bonaventura opowiedział się po stronie Urbana VI, który 18 września 1378 mianował go kardynałem prezbiterem S. Cecilia. Znany był odtąd jako kardynał z Padwy. O jego działalności w tym charakterze wiadomo jednak bardzo niewiele. Jego podpis widnieje na bulli Urbana VI z 1 czerwca 1381, na mocy której papież nadał królestwo Neapolu Karolowi z Durazzo.
W późniejszej hagiograficznej tradycji Bonaventura wiązany był z chrystianizacją Litwy w 1385/86. O jego misji w Polsce i na Litwie w tym czasie milczą jednak polskie źródła, a na dodatek jest ona niemożliwa ze względów chronologicznych. Wprawdzie Panvinio datował zgon Bonaventury dopiero na rok 1389, ale jest to z pewnością jego kolejny błąd, gdyż już 21 września 1381 Adam Easton został mianowany nowym kardynałem prezbiterem S. Cecilia. Równie wątpliwa jest tradycja o męczeńskiej śmierci Bonaventury z rąk zabójcy nasłanego przez lorda Padwy Francesco Carrary, który miał go zastrzelić z łuku, gdyż o zdarzeniu takim nie wspominają źródła współczesne, a sam Francesco Carrara nie był skonfliktowany z Kościołem. Najprawdopodobniej Bonaventura Badoer zmarł śmiercią naturalną, 10 lipca 1381.
W zakonie augustiańskim Bonaventura Badoer czczony był jako błogosławiony, ze względu na swe domniemane męczeństwo, ale oficjalnie jego kultu nigdy nie potwierdzono.